# جورج کروک
جورج کروک (انگلیسی: George Crook; ۸ سپتامبر ۱۸۲۸ – ۲۱ مارس ۱۸۹۰) فرد نظامی اهل ایالات متحده آمریکا بود که بیشتر به خاطر خدمات برجسته در طول جنگ داخلی آمریکا و همچنین جنگ‌های سرخ‌پوستان مورد توجه قرار گرفت. در طول دهه ۱۸۸۰، قبیله آپاچی به کروک لقب گرگ خاکستری داد.